# IndyCar Series
Az Indycar a világ legrégebbi és egyben leggyorsabb autóverseny sorozatának jelenkori leszármazottja. Az NTT IndyCar Series bajnokságban nyitott karosszériájú, együléses, turbófeltöltővel működő belső égésű motor által hajtott autók vehetnek részt, amelyek végsebessége elérheti a 390 km/órát is. A versenysorozat több állomásból áll, melyeket szilárd burkolatú, erre a célra kialakított ovál, vagy épített pályákon, továbbá városokban kialakított ideiglenes pályákon rendeznek. A versenyek közül kiemelkedő jelentőségű az Indianapolis 500, melyet 1911 óta, a világháborúkat leszámítva minden évben megrendeznek, 2016-ban pedig már a 100. versenyt rendezték meg.

## Története

### Korai évek
Az amerikai nyílt-kerekes versenyzés története egészen 1902-ig nyúlik vissza, amikor is az első versenyeket szervezték. 1905-ben az American Automobile Association (AAA) szervezésében kiírják az első National Track Championship szezont, amit több verseny alkotott de a versenyeket külön értékelték és összetett bajnokot az első szezont leszámítva amikor is Barney Olfield győzedelmeskedett, nem avattak.
1909-ben felépül az Indianapolis Motor Speedway ami még ebben az évben vendégül látja a National Track Championship-et.
1911-ben megrendezik az első Indianapolis 500-at, amely ezután a bajnokság legfontosabb versenye lesz.
1916-ban az AAA változtatott a bajnokság szerkezetén. Innentől National Championship néven futott a bajnokság és már avattak bajnokot is, és a korábbi szezonokban is utólag bajnokot hirdettek.
Az I. világháború alatt is rendeztek versenyeket, de a bajnoki szezont 1917-1919 között nem írtak ki. 1920-ban a bajnokságot újra kiírták, és folyamatosan zajlottak a versenyek a gazdasági válság ellenére is.
A II. világháborúban a Pearl Harbor után nem sokkal a kormány betiltott minden autóversenyt. 1946-ban indult újra a bajnokság.
1955-ben az AAA a sorozatos autósportban bekövetkezendő tragédiák (Manuel Ayulo az Indy 500 edzésén, Bill Vukovich az Indy 500-on, Alberto Ascari az Olasz Grand Prix-n, Le mans-i katasztrófa) hatására úgy döntött, hogy nem rendeznek tovább autósport eseményeket.
1956-tól a helyét a United States Auto Club vette át, amelynek egyik alapító tagja és vezetője volt az Indianapolis Motor Speedway tulajdonosa, Tony Hulman. A bajnokság az ötvenes években komoly fejlődésnek indult, és komoly népszerűségnek örvendett az Egyesült Államokban.
A sorozat a 60-as évek közepére olyan sikeres lett világszinten is, hogy az európai Grand Prix versenyzés legjobbjai is gyakori résztvevői voltak a versenyeknek.

### Modernkori történelme

#### 1971
A sorozat a hatvanas években komoly fejlődésnek indult. A versenynaptár egyre inkább bővült, de mivel a legtöbb ovál pálya a NASCAR érdekeltségi köreibe tartozott így a széria inkább az épített pályák felé nyitott. Emellett megmaradtak a tradicionális salak oválok és a burkolt oválok is. A 70-es évek elején egyre több superspeedway épült, amelyek függetlenek voltak. Ez teret adott arra, hogy a sorozat egy csak burkolt ovál pályán versenyző sorozattá váljon. 1971-ben elindult a Marlboro főszponzorálásával az akkor már csak burkolt oválpályákon zajló bajnokság. Ezt a csapatok is támogatták, mivel ekkoriban már két teljesen eltérő autót kellett fejleszteni a salak ovál versenyekre és az összes többire. A salak ováloknak egy külön bajnokság indult, az épített pályákat pedig teljesen kihagyták a naptárból. Ugyanebben a szezonban hozták létra a Triple Crown-t. Ez három 500 mérföldes futamot jelentett amit az Indianapolis Motor Speedwayen, Az Ontario Motor Speedwayen és a Pocono Racewayen rendeztek meg.

#### 1979
1977-ben meghal az USAC alapítója és vezetője Tony Hulman. Egy évvel később egy helikopter balesetben meghalt az USAC igazgatóbizottságának 8 tagja. A csapatok ezt a tragikus alkalmat használták ki hatalmi törekvéseik érvényesítésére és megalapították az F1-es FISA mintájára saját érdekvédelmi szervezetüket, és helyet követeltek maguknak az USAC igazgatótanácsában. Ezt az USAC nem engedélyezte.
1979-ben a sorozatban részt vevő csapatok és más sorozatok csapatai közül 18-an, többek közt a Team Penske, a Patrick Racing, a Mclaren és az All American Racers szembefordultak a sorozatot akkor felügyelő, USAC-kel, és önállóan szervezték meg a bajnokságot az SCCA közreműködésével.
1979 és 1981 között párhuzamosan rendezett az USAC és a CART is bajnokságot.
A USAC és a CART közti sportpolitikai csata következtében a legendás Indy 500 1981-ben és 1982-ben nem volt része a hivatalos bajnokságnak.
1984-től 1995-ig a USAC (Indy 500) és a CART (többi verseny) együtt rendezték a bajnokságot. A sorozat ebben az időszakban fejlődött nemzetközi sorozattá.
Ez egészen 1995 végéig tart ekkor több ok miatt is kettészakad a széria.
Lényegesebb okai, hogy több csapatvezető szeretne saját részt a bevételekből, illetve Tony George (aki az indianapolisi pálya tulajdonosa) aki többször is megpróbálta felvásárolni a CART-ot. Miután ez nem sikerült, kivette az Indianapolis Motor Speedwayt a versenynaptárból, és egy új sorozatot szervezett köré Indy Racing League néven.

#### 1996
Ekkor az Indianapolis Motor Speedway élére a ’90-es évek elején megválasztott Tony George, kivette az Indy 500-at a bajnokságból és önálló új sorozatot hozott létre Indy Racing League néven.
1996-ban az utód szervezetet C.A.R.T.-nak hívják (Championship Auto Racing Teams) a szériát CART World Series-nek míg a másikat IRL-nek (Indy Racing League). Egy bírósági ítélet szerint (1998) egyik széria sem használhatja a Champ Car illetve az IndyCar elnevezést 5 évig. A két sorozat a ’90-es évek végéig jól működött egymás mellett. A 2000-es évek elejére a CART problémái egyre elhatalmasodtak, aminek az lett a vége, hogy a nagyobb csapatok és a gyártók sorra átpártoltak a rivális Indy Racing League-be. A likviditási problémái miatt 2003-ban csődbe ment a CART.

#### 2003
2003-ban a CART megváltoztatja a nevét Champ Carra, míg az IRL felveszi az IndyCar nevet. Magát a C.A.R.T.-ot mint céget 2003 végén csődbe viszik, hogy a részvények olyan mélypontra kerüljenek, hogy az amerikai törvények szerint a tőzsdéről ki lehessen vonni és fillérekért felvásárolhassa 3 ember (Paul Gentilozzi, Kevin Kalkhoven, Gerald Forsythe) akik csapatfőnökök is egyben. Miután felvásárolták a részvényeket a C.A.R.T. mint cég csődbe ment, ők hárman létrehozzák egy újat melynek a neve O.W.R.S. (Open Wheel Racing Series) a széria neve pedig Champ Car World Series lett.
2008
2008-ban bejelentik (több hetes tárgyalások után) hogy a Champ Car World Series beolvad az IndyCarba – ezzel a szurkolók, szponzorok és versenyzők régi óhaja vált valóra, újra egy nyíltkerekes bajnokság van az USA-ban.
Az IndyCar főszponzora 2006-ban a Simmons-Abramson Marketing lett. A 2008-as és 2009-es szezonban a DIRECTV az IndyCar legfőbb támogatója. 2010-től kezdve az IZOD az IndyCar Series névadó szponzora. A sorozat neve is megváltozott: IZOD IndyCar Series
2011
2011. október 16-a, a bajnokság zárófutama az autósport egyik fekete napja lett, mely alapjaiban változtatta meg a biztonságról való vélekedést az IndyCarban. Az IZOD IndyCar World Championship 12. körében a Las Vegas Motor Speedwayen 15 versenyzőt érintő baleset történt. Ennek következtében elhunyt a 2-szeres Indianapolis 500 győztes, 2005-ös IndyCar világbajnok Dan Wheldon.
2012
Az előző évi haláleset miatt a Dallara új, biztonságosabb kasztnikat tervezett (ezek Dan Wheldon után a DW12 nevet kapták), melyek meggátolják, hogy kerék a kerékkel ütközzön, és az autók a levegőbe emelkedjenek. Az autók ettől az évtől 2.2 literes, V6-os turbófeltöltésű, 700 lóerős motorokkal rendelkeznek, a fordulatszám 12000-re lett korlátozva.
A Chevrolet visszatért a szériába, így ismét két motorgyártó autói versenyeznek egymással. Az utcai pályák kiemelkedő népszerűségnek örvendenek Amerikában, így az ovál versenyek száma 5-re csökkent.
2014
2014. március 14-én érkezett a bejelentés, hogy a sorozat névadó szponzora mostantól a Verizon Wireless.
A szezon ugyan 18 futamból állt, de március 30-án kezdődött St. Petersburgben, és már augusztus 30-án véget is ért a kaliforniai Fontanában, és mindössze két versenyt rendeztek az Államokon kívül, egy dupla forduló keretében (ahogy egyébként Detroit és Houston esetében is), Torontóban. A mezőnybe 14 év után visszatért a korábbi bajnok, a Formula 1-et is megjárt Juan Pablo Montoya.
2015
A nemzetközi álmok idén sem teljesültek, Brazília szezonnyitóként szerepelt az előzetes naptárban, de az Autódromo Internacional Nelson Piquet felújítási munkálatai nem fejeződtek be időben. Március 29. és augusztus 30. között 15 helyszínen rendeznek 16 versenyt, Detroit utcáin dupla forduló volt.
Az egységes Dallara kasztni mellett a csapatok választhattak a Honda és a Chevrolet által tervezett aero-csomagok közül is, így azt várták, hogy egy-egy autó között nagyobb lesz a különbség.
A nagy balesetekkel tarkított 99. Indy 500-on 15 év elteltével Juan Pablo Montoya diadalmaskodott a Team Penske csapatával. James Hinchcliffe, a Schmidt Peterson Motorsports versenyzője az utolsó IndyCar szabadedzésnapon csaknem végzetes balesetet szenvedett, mikor a falnak csapódás után az egyik felfüggesztés elem átszúrta a versenyző combját, és jelentős mennyiségű vért vesztett.
Pocono-ban, a szezon 15. versenyen Justin Wilson súlyos balesetet szenvedett, miután Sage Karam autójának egyik leszakadó első szárnydarabja fejen találta. Másnap végül belehalt fejsérüléseibe. Ezzel a 2011-es szezonzárón elhunyt Dan Wheldon óta ő volt az első, aki életét vesztette egy IndyCar versenyen.
A bajnokságot végül Scott Dixon nyerte meg, aki ezzel megszerezte a 4. bajnoki címét az Indy 500 győztes Montoya előtt.

## Televíziós közvetítések
Az IndyCar televíziós jogait az USA-ban az ESPN, az ESPN2 és az ABC birtokolják. A 2009-es szezontól kezdve az NBC Sports Network lépett a felsorolt 3 tévécsatorna helyébe, és a következő 10 évben minden szezonban legalább 13 versenyt fog közvetíteni, az Indianapolisi 500-at 2018-ig az ABC közvetíti.
Magyarországon eleinte a Magyar Televízió adta a versenyeket (miután a Formula–1 átkerült az RTL Klubra), majd 2013-ig a Sportklub közvetítette a futamokat. 2014-ben 3 évre a DigiSport vásárolta meg a jogokat. 2020-től az Arena4-en láthatók a sorozat küzdelmei.

## Az autók felépítése

### Kasztni
- Kasztni: Dallara DW-12
- Gyártó: Dallara Automobili, Italy
- Típus: Open Wheel, együléses nyitott cockpit
- Anyaga: Szénszál, kevlár
- Tömeg: minimum 658 kg
- Szélesség: 193,04 cm
- Magasság: 102,87 cm
- Tengelytávolság: 304,8 cm
- Gumi típusa: Firestone Firehawk
- Első kerék méretei: 38.1 cm átmérőjű, 25.4 cm széles
- Első kerék tömege: min. 6.06 kg
- Hátsó kerék méretei: 38.1 cm átmérőjű, 35.56 cm széles
- Hátsó kerék tömege: min. 6.61 kg
- Váltó típusa: 6 fokozatú XTRAC # 295 sebességváltó

### Üzemanyag
E85

### Motor
- Gyártók: Honda HPD, Chevrolet-Ilmor
- Típus: 2.2 L V6 turbó
- Fordulatszám: max. 12.000 (fordulat limitált)
- Teljesítmény: 550-750 LE + 50 LE Push To Pass
- Befecskendezés: Direkt

### Abroncs
Firestone Firehawk

## Pályatípusok
Az IndyCarban mindig is változatos pályatípusokon versenyeztek. Jelenleg csak burkolt felületű oválpályákon, épített, utcai és reptéri pályákon rendeznek versenyeket, de korábban többféle pályatípus is megfordult a versenynaptárban.

### Jelenlegi pályatípusok
- Burkolt felületű ovál (pl.: Indianapolis Motor Speedway)
- Épített pálya (pl.: Mid-Ohio Sports Car Course)
- Utcai pálya (pl.: Long Beach)
- Reptéri pálya (pl.: Edmonton)

### Korábbi pályatípusok
- Burkolatlan felületű ovál (pl.: DuQuoin State Fairgrounds)
- Fával borított ovál (pl.: Altoona Speedway)
- Ponttól-pontig versenyek (pl.: Los Angeles-Phoenix)
- 1947–1955 és 1965–1969 között a legendás Pikes Peak Hillclimb hegyi verseny is része volt az IndyCar versenynaptárának.

## Nemzetközi versenyek
- Az első Egyesült államokon kívüli verseny az 1957-ben és 1958-ban megrendezett Race of Two Worlds elnevezésű esemény volt, ahol az IndyCar legjobbjai az Formula 1 és a sportautózás legjobb autóival és versenyzőivel mérhették össze a tudásukat a monzai ovál pályán.
- 1966-ban Japánban a Fuji Speedway-en rendeztek egy bajnokságon kívüli versenyt.
- Az első olyan USA-n kívüli versenyeket, amelyek bele számított a bajnokságba 1967-ben rendezték, rögtön kettőt is. Mindkét versenyre Kanadában került sor Mont-Tremblantban és Mosport Parkban.
- 1971-ben a szezonnyitót az argentin Autódromo Ciudad de Rafaela pályán rendezték.
- 1978-ban két bajnokságon kívüli versenyt rendeztek az angliai Silverstone-ban és Donningtonban.
- A nyolcvanas évek elejétől több állandó nemzetközi verseny is helyet kapott a versenynaptárban. Több kanadai helyszínen (Sanair, Toronto és Vancouver) rendeztek versenyt, majd 1991-től bekerült a versenynaptárba az ausztrál Surfers Paradise.
- A szakadás után a CART nemzetközi piacon is elkezdett terjeszkedni. A kanadai és ausztrál verseny helyszínek mellett Japánban (Motegi), Brazíliában (Rio de Janeiro), Mexikóban(Monterrey), Németországban (Lausitz), Angliában (Rockingham) is rendeztek versenyt. Később a Champ Carban is próbálkoztak, több nemzetközi versennyel nem túl sok sikerrel.
- Jelenleg az IndyCarban egy kanadai verseny van (Toronto), de szeretnék visszahozni Brazíliát és Mexikót is a naptárba, valamint hamarosan Dubai utcáin is felbőghetnek a motorok.
- Már 2015 telére terveztek egy, a bajnokságtól különálló, nemzetközi szériát, de egyelőre pénzügyi okok miatt ennek indulását elhalasztották.

## A sorozat elnevezései
Az IndyCar a története során több hivatalos és nem hivatalos név alatt is futott.
A kezdeti években National Track Championship néven futott a bajnokság majd 1916-ban megalakult a National Championship, és a bajnokság egészen az 1979-es szakadásig ezen a néven futott. 1978-ban megalakul a csapatok érdekvédelmi szövetsége a CART (Championship Auto Racing Teams), ami a következő évben szakít az addig versenyeket felügyelő USAC-kel és CART Indy Car World Series néven indítja el a saját bajnokságát. Az USAC 1979-ben a bajnokságát továbbra is National Championship néven rendezte meg. 1980-ban a CART-tal közösen rendezték a bajnokságot. 1981-től egészen 1995-ig USAC Gold Crown Championship néven futott az USAC által felügyelt bajnokság.
1980-ban a CART és az USAC megegyezett arról, hogy közösen indítják a bajnokságot (CRL) Championship Racing League, de több pályatulajdonos, köztük az Indianapolis Motor Speedway vezetésének ellenkezése miatt végül az USAC az első 5 verseny után kiszállt a bajnokságból.
1996-ban az Indianapolis Motor Speedway igazgatója, Tony George elindítja az Indy Racing League-t. A CART IndyCar World Series a nevét 1996-ban még megtarthatja, de mivel az IndyCar az Indianapolis Motor Speedway által bejegyzett védjegy volt és azt csak 1996 végéig licencelte a CART, ezért a sorozat nevet vált 1997-ben és CART World Series néven fut tovább a sorozat. A szakadás után a nevek miatt pereskedés indul. Végül az ítélet szerint sem az IndyCar nevet, sem a Champ Car nevet nem használhatja egyik sorozat sem 2003-ig.
2003-ban az Indy Racing League felveszi az IndyCar nevet. A sorozat felügyelőszervezetét továbbra is IRL-nek hívják. 2003-ban csődbe megy a CART. A sorozatot felvásárolja néhány csapattulajdonos és újjá szervezik Champ Car World Series néven. A sorozat a 2007-es megszűnéséig ezen a néven fut.
2011-ben az IndyCar Series megváltoztatja a felügyelő szervezetének a nevét. Az addig IRL néven futó szervezet azóta INDYCAR nevet viseli.
2014 március 14-én a Verizon Wireless lett az IndyCar főszponzora, a széria neve így Verizon IndyCar Series lett.
A hivatalos elnevezések mellett több nem hivatalos neve is volt a sorozat ami elsősorban a rajongók körében volt használatos. A kezdeti időkben a Speedway Cars, Big Cars, majd később az Indianapolis Cars(röviden Indy Cars) és a Championship Cars (röviden Champ Car) is használatos nem hivatalos elnevezés volt.

## IndyCar bajnokok

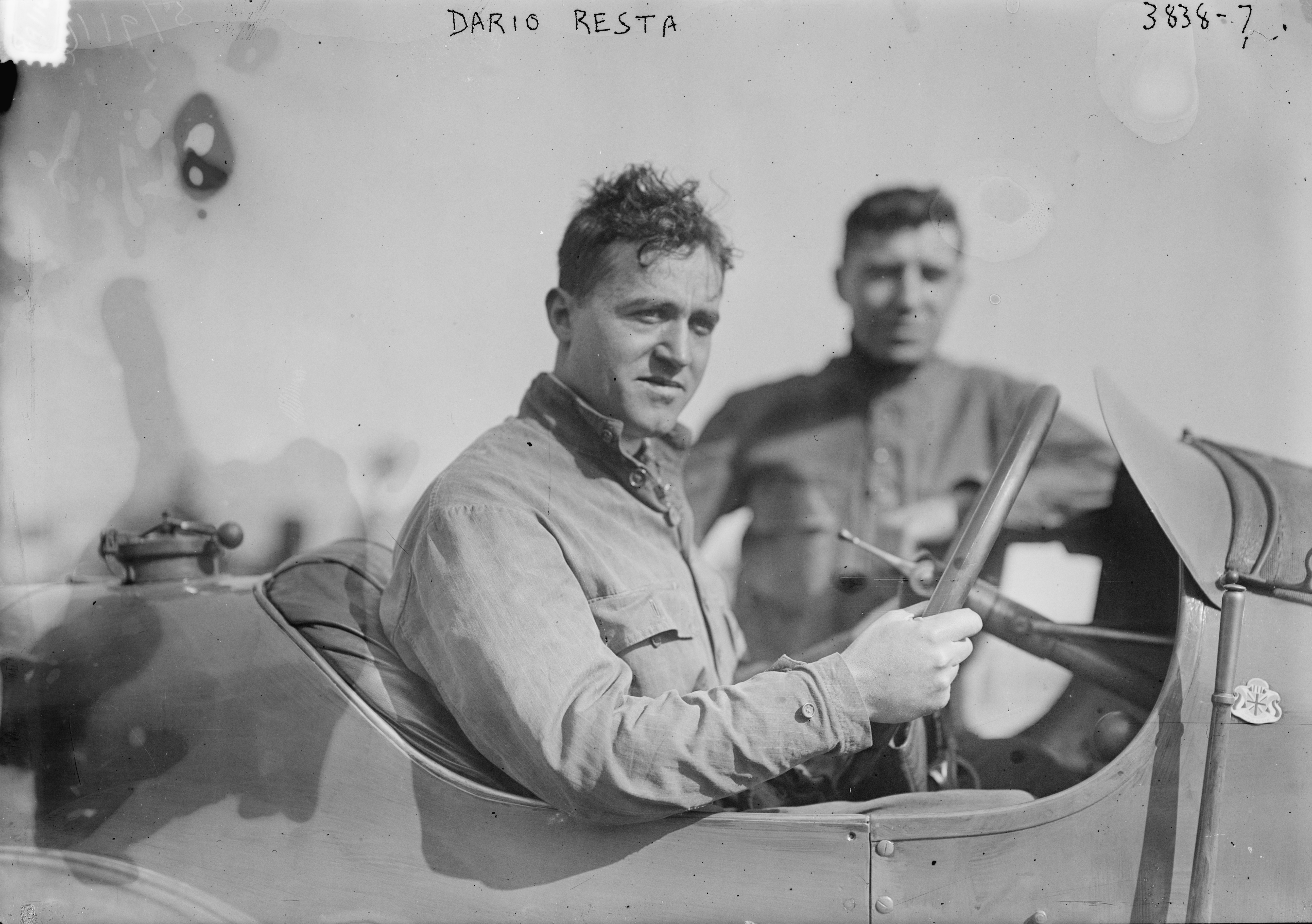
Dario Resta, 1916 Nemzeti Bajnoka

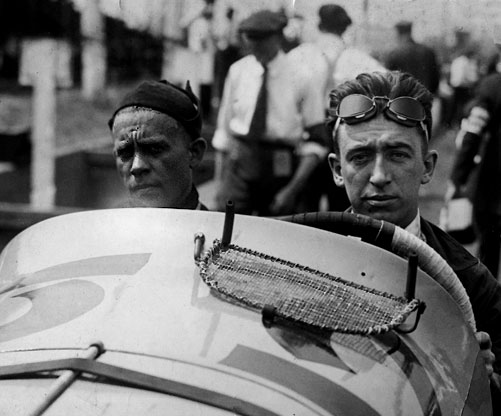
Jimmy Murphy (right), 1921 & 1924 Nemzeti bajnoka

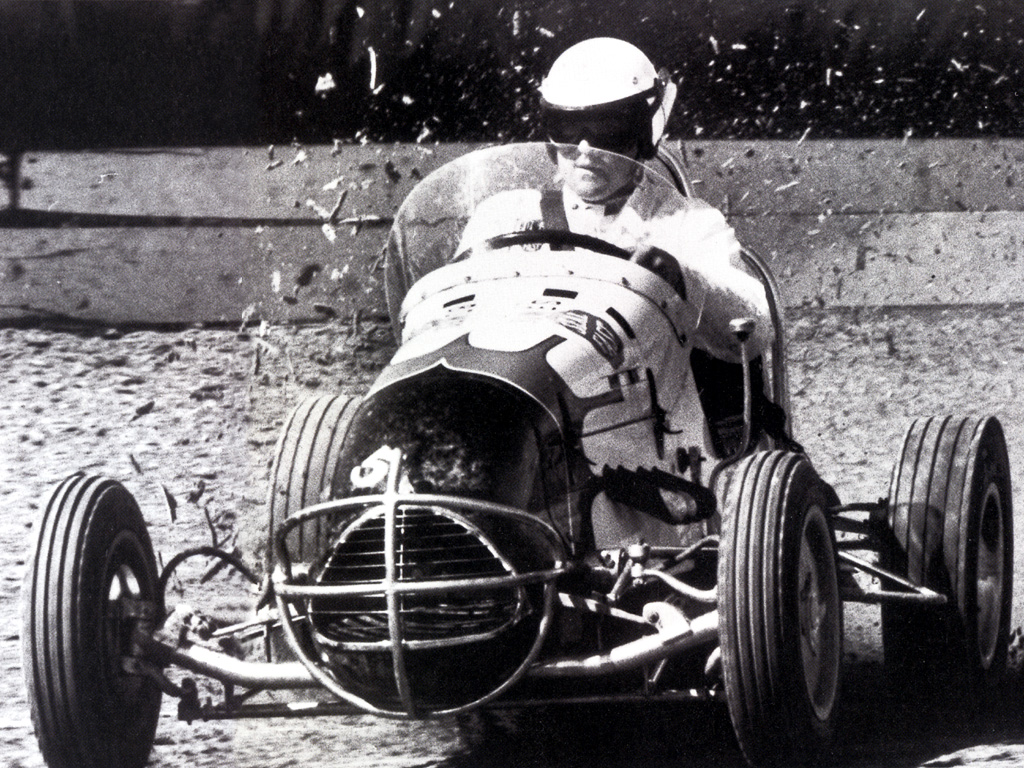
A. J. Foyt, Hétszeres USAC bajnok (1960, '61, '63, '64, '67, '75, '79)

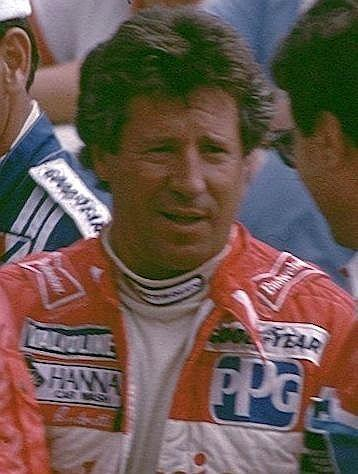
Mario Andretti; 1965, 1966, 1969, és 1984 bajnoka

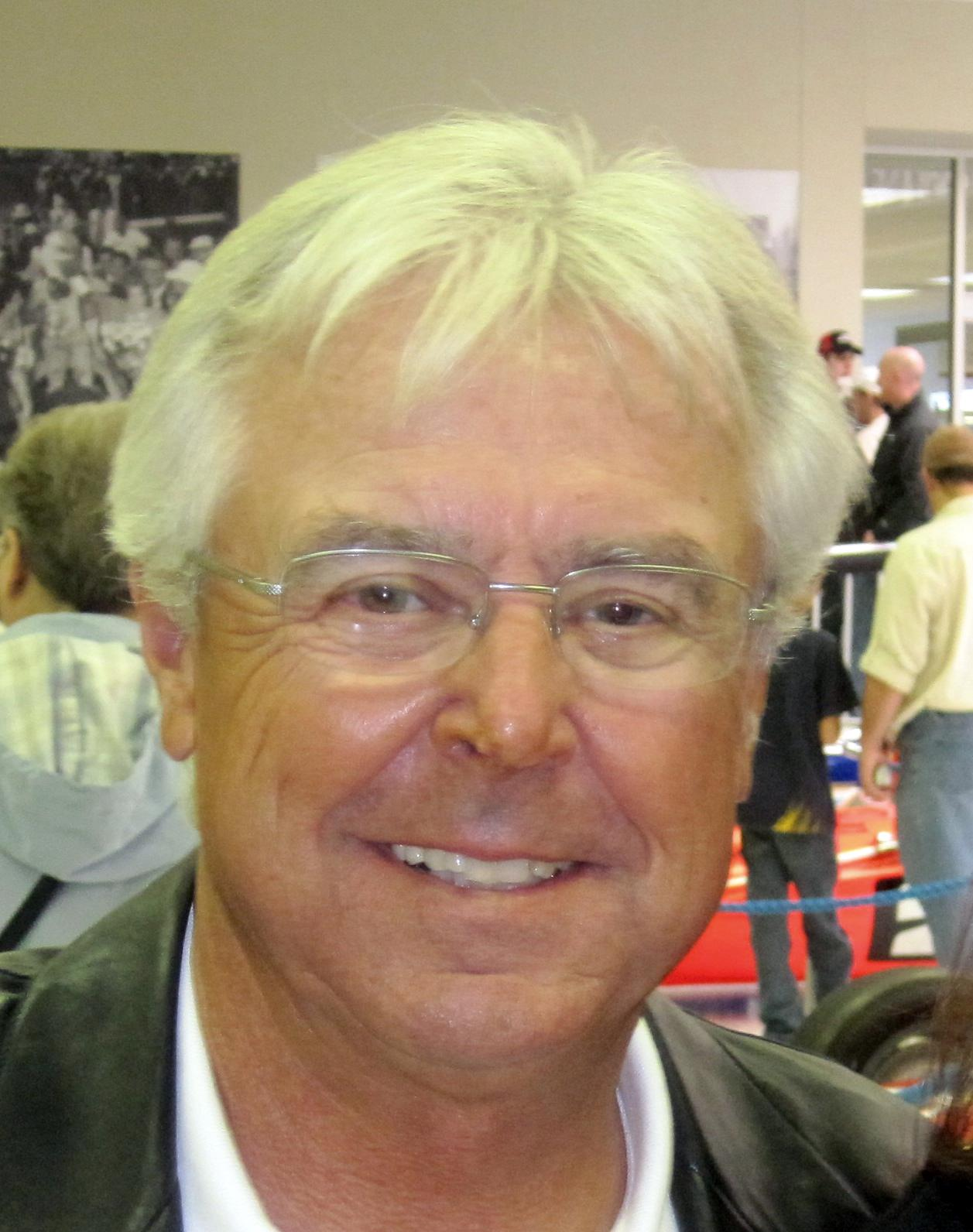
Rick Mears; 1979, 1981, & 1982 IndyCar bajnoka

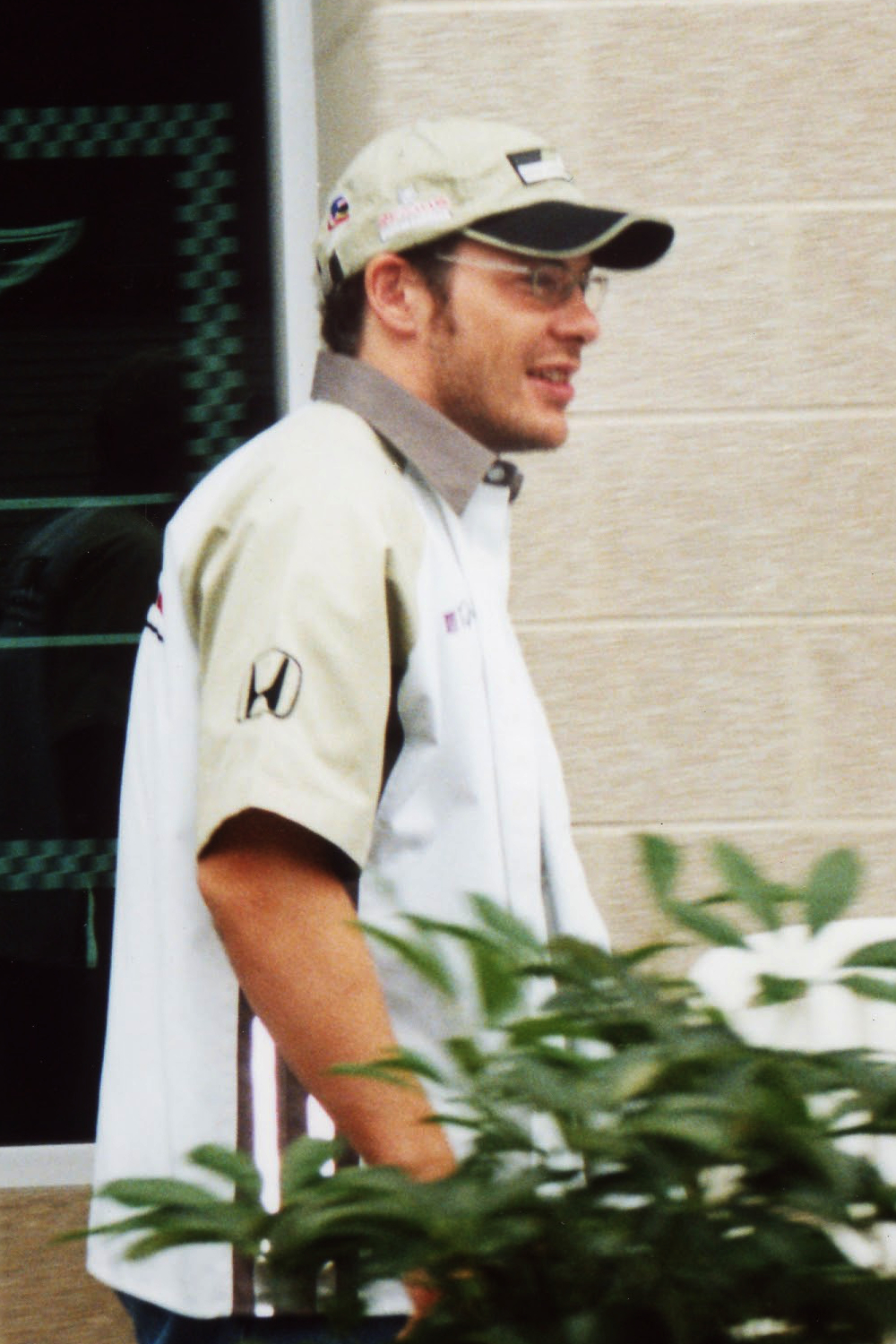
Jacques Villeneuve, 1995 IndyCar bajnoka

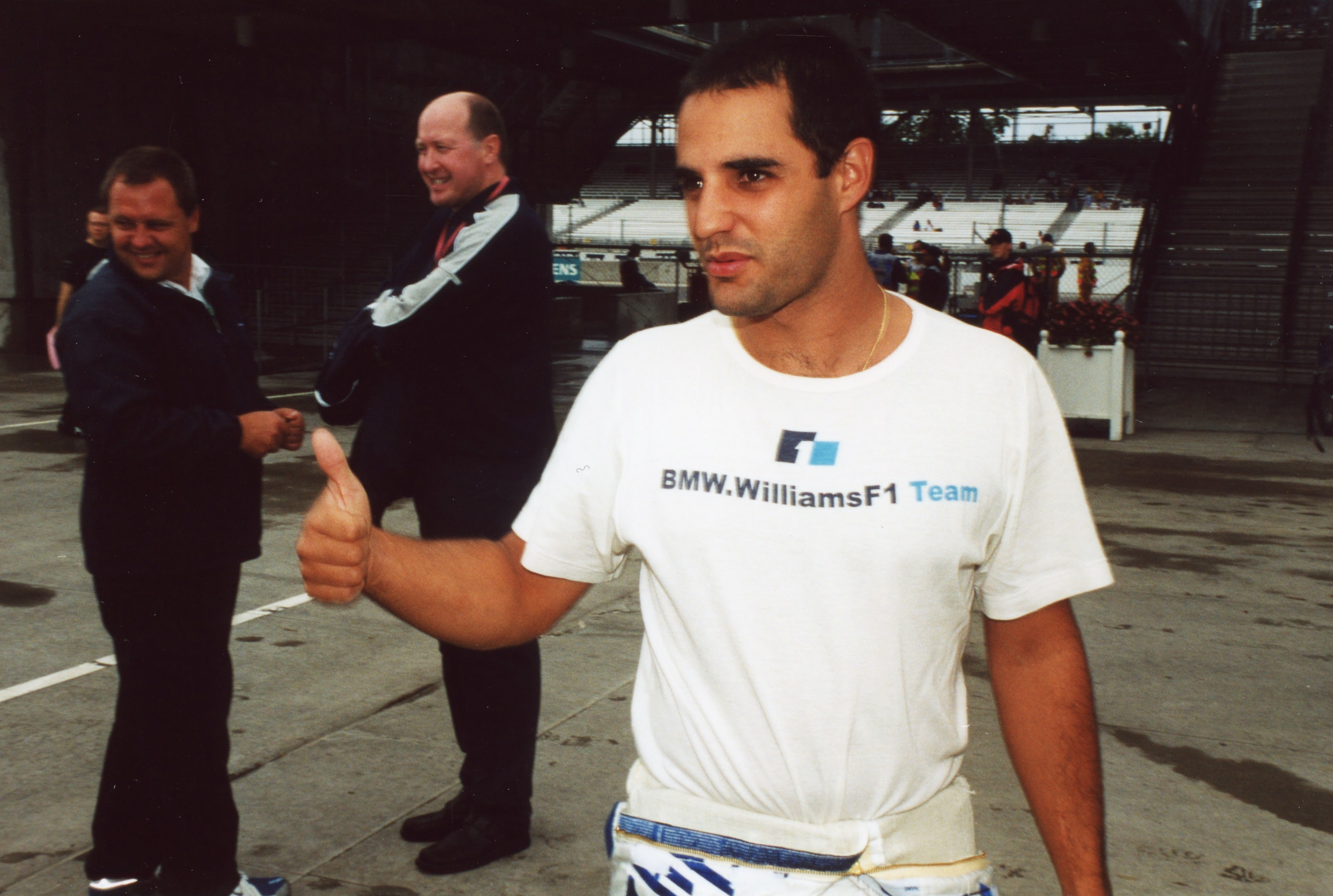
Juan Pablo Montoya, 1999 CART bajnoka

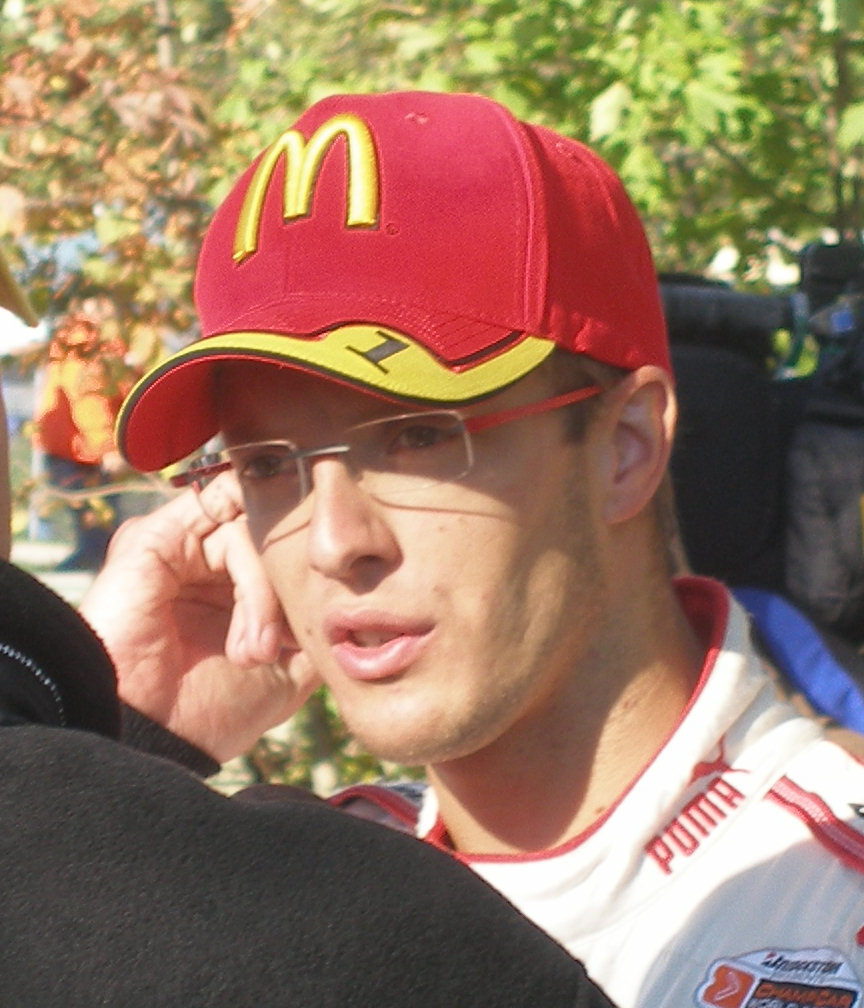
Sébastien Bourdais, négyszeres Champ Car World Series bajnok (2004–2007)

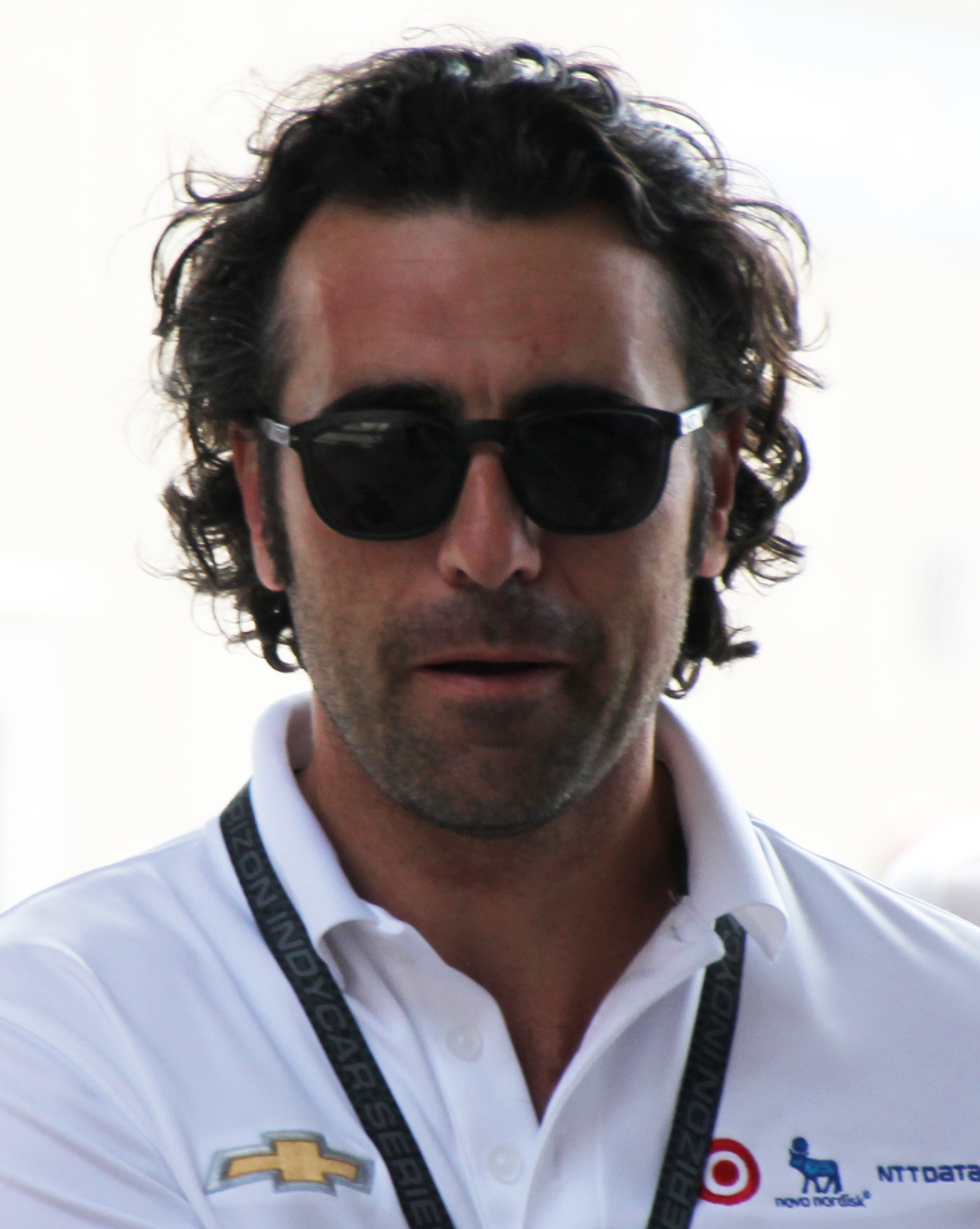
Dario Franchitti; 2007, 2009, 2010 és 2011 IndyCar Series bajnoka

| Év      | Visszamenőleg kiosztott AAA bajnoki címek                  | Visszamenőleg kiosztott AAA bajnoki címek                  | Visszamenőleg kiosztott AAA bajnoki címek                  |
| ------- | ---------------------------------------------------------- | ---------------------------------------------------------- | ---------------------------------------------------------- |
| 1902    | Harry Harkness                                             | Harry Harkness                                             | Harry Harkness                                             |
| 1903    | Barney Oldfield                                            | Barney Oldfield                                            | Barney Oldfield                                            |
| 1904    | George Heath                                               | George Heath                                               | George Heath                                               |
| Év      | AAA National Track Championship                            | AAA National Track Championship                            | AAA National Track Championship                            |
| 1905    | Victor Hémery/ Barney Oldfield                             | Victor Hémery/ Barney Oldfield                             | Victor Hémery/ Barney Oldfield                             |
| Év      | Visszamenőleg kiosztott AAA bajnoki címek                  | Visszamenőleg kiosztott AAA bajnoki címek                  | Visszamenőleg kiosztott AAA bajnoki címek                  |
| 1906    | Joe Tracy                                                  | Joe Tracy                                                  | Joe Tracy                                                  |
| 1907    | Eddie Bald                                                 | Eddie Bald                                                 | Eddie Bald                                                 |
| 1908    | Lewis Strang                                               | Lewis Strang                                               | Lewis Strang                                               |
| 1909    | George Robertson/Bert Dingley                              | George Robertson/Bert Dingley                              | George Robertson/Bert Dingley                              |
| 1910    | Ray Harroun                                                | Ray Harroun                                                | Ray Harroun                                                |
| 1911    | Ralph Mulford                                              | Ralph Mulford                                              | Ralph Mulford                                              |
| 1912    | Ralph DePalma                                              | Ralph DePalma                                              | Ralph DePalma                                              |
| 1913    | Earl Cooper                                                | Earl Cooper                                                | Earl Cooper                                                |
| 1914    | Ralph DePalma                                              | Ralph DePalma                                              | Ralph DePalma                                              |
| 1915    | Earl Cooper                                                | Earl Cooper                                                | Earl Cooper                                                |
| Év      | AAA National Championship                                  | AAA National Championship                                  | AAA National Championship                                  |
| 1916    | Dario Resta                                                | Dario Resta                                                | Dario Resta                                                |
| Év      | Visszamenőleg kiosztott AAA bajnoki címek (I. világháború) | Visszamenőleg kiosztott AAA bajnoki címek (I. világháború) | Visszamenőleg kiosztott AAA bajnoki címek (I. világháború) |
| 1917    | Earl Cooper                                                | Earl Cooper                                                | Earl Cooper                                                |
| 1918    | Ralph Mulford                                              | Ralph Mulford                                              | Ralph Mulford                                              |
| 1919    | Howard Wilcox                                              | Howard Wilcox                                              | Howard Wilcox                                              |
| Év      | AAA National Championship                                  | AAA National Championship                                  | AAA National Championship                                  |
| 1920    | Tommy Milton/ Gaston Chevrolet                             | Tommy Milton/ Gaston Chevrolet                             | Tommy Milton/ Gaston Chevrolet                             |
| 1921    | Tommy Milton                                               | Tommy Milton                                               | Tommy Milton                                               |
| 1922    | Jimmy Murphy                                               | Jimmy Murphy                                               | Jimmy Murphy                                               |
| 1923    | Eddie Hearne                                               | Eddie Hearne                                               | Eddie Hearne                                               |
| 1924    | Jimmy Murphy                                               | Jimmy Murphy                                               | Jimmy Murphy                                               |
| 1925    | Pete DePaolo                                               | Pete DePaolo                                               | Pete DePaolo                                               |
| 1926    | Harry Hartz                                                | Harry Hartz                                                | Harry Hartz                                                |
| 1927    | Pete DePaolo                                               | Pete DePaolo                                               | Pete DePaolo                                               |
| 1928    | Louis Meyer                                                | Louis Meyer                                                | Louis Meyer                                                |
| 1929    | Louis Meyer                                                | Louis Meyer                                                | Louis Meyer                                                |
| 1930    | Billy Arnold                                               | Billy Arnold                                               | Billy Arnold                                               |
| 1931    | Louis Schneider                                            | Louis Schneider                                            | Louis Schneider                                            |
| 1932    | Bob Carey                                                  | Bob Carey                                                  | Bob Carey                                                  |
| 1933    | Louis Meyer                                                | Louis Meyer                                                | Louis Meyer                                                |
| 1934    | Bill Cummings                                              | Bill Cummings                                              | Bill Cummings                                              |
| 1935    | Kelly Petillo                                              | Kelly Petillo                                              | Kelly Petillo                                              |
| 1936    | Mauri Rose                                                 | Mauri Rose                                                 | Mauri Rose                                                 |
| 1937    | Wilbur Shaw                                                | Wilbur Shaw                                                | Wilbur Shaw                                                |
| 1938    | Floyd Roberts                                              | Floyd Roberts                                              | Floyd Roberts                                              |
| 1939    | Wilbur Shaw                                                | Wilbur Shaw                                                | Wilbur Shaw                                                |
| 1940    | Rex Mays                                                   | Rex Mays                                                   | Rex Mays                                                   |
| 1941    | Rex Mays                                                   | Rex Mays                                                   | Rex Mays                                                   |
| 1942    | Nem rendeztek autóversenyeket a II. világháború miatt      | Nem rendeztek autóversenyeket a II. világháború miatt      | Nem rendeztek autóversenyeket a II. világháború miatt      |
| 1943    | Nem rendeztek autóversenyeket a II. világháború miatt      | Nem rendeztek autóversenyeket a II. világháború miatt      | Nem rendeztek autóversenyeket a II. világháború miatt      |
| 1944    | Nem rendeztek autóversenyeket a II. világháború miatt      | Nem rendeztek autóversenyeket a II. világháború miatt      | Nem rendeztek autóversenyeket a II. világháború miatt      |
| 1945    | Nem rendeztek autóversenyeket a II. világháború miatt      | Nem rendeztek autóversenyeket a II. világháború miatt      | Nem rendeztek autóversenyeket a II. világháború miatt      |
| 1946    | Ted Horn                                                   | Ted Horn                                                   | Ted Horn                                                   |
| 1947    | Ted Horn                                                   | Ted Horn                                                   | Ted Horn                                                   |
| 1948    | Ted Horn                                                   | Ted Horn                                                   | Ted Horn                                                   |
| 1949    | Johnnie Parsons                                            | Johnnie Parsons                                            | Johnnie Parsons                                            |
| 1950    | Henry Banks                                                | Henry Banks                                                | Henry Banks                                                |
| 1951    | Tony Bettenhausen                                          | Tony Bettenhausen                                          | Tony Bettenhausen                                          |
| 1952    | Chuck Stevenson                                            | Chuck Stevenson                                            | Chuck Stevenson                                            |
| 1953    | Sam Hanks                                                  | Sam Hanks                                                  | Sam Hanks                                                  |
| 1954    | Jimmy Bryan                                                | Jimmy Bryan                                                | Jimmy Bryan                                                |
| 1955    | Bob Sweikert                                               | Bob Sweikert                                               | Bob Sweikert                                               |
| Év      | USAC National Championship                                 | USAC National Championship                                 | USAC National Championship                                 |
| 1956    | Jimmy Bryan                                                | Jimmy Bryan                                                | Jimmy Bryan                                                |
| 1957    | Jimmy Bryan                                                | Jimmy Bryan                                                | Jimmy Bryan                                                |
| 1958    | Tony Bettenhausen                                          | Tony Bettenhausen                                          | Tony Bettenhausen                                          |
| 1959    | Rodger Ward                                                | Rodger Ward                                                | Rodger Ward                                                |
| 1960    | A. J. Foyt                                                 | A. J. Foyt                                                 | A. J. Foyt                                                 |
| 1961    | A. J. Foyt                                                 | A. J. Foyt                                                 | A. J. Foyt                                                 |
| 1962    | Rodger Ward                                                | Rodger Ward                                                | Rodger Ward                                                |
| 1963    | A. J. Foyt                                                 | A. J. Foyt                                                 | A. J. Foyt                                                 |
| 1964    | A. J. Foyt                                                 | A. J. Foyt                                                 | A. J. Foyt                                                 |
| 1965    | Mario Andretti                                             | Mario Andretti                                             | Mario Andretti                                             |
| 1966    | Mario Andretti                                             | Mario Andretti                                             | Mario Andretti                                             |
| 1967    | A. J. Foyt                                                 | A. J. Foyt                                                 | A. J. Foyt                                                 |
| 1968    | Bobby Unser                                                | Bobby Unser                                                | Bobby Unser                                                |
| 1969    | Mario Andretti                                             | Mario Andretti                                             | Mario Andretti                                             |
| 1970    | Al Unser                                                   | Al Unser                                                   | Al Unser                                                   |
| 1971    | Joe Leonard                                                | Joe Leonard                                                | Joe Leonard                                                |
| 1972    | Joe Leonard                                                | Joe Leonard                                                | Joe Leonard                                                |
| 1973    | Roger McCluskey                                            | Roger McCluskey                                            | Roger McCluskey                                            |
| 1974    | Bobby Unser                                                | Bobby Unser                                                | Bobby Unser                                                |
| 1975    | A. J. Foyt                                                 | A. J. Foyt                                                 | A. J. Foyt                                                 |
| 1976    | Gordon Johncock                                            | Gordon Johncock                                            | Gordon Johncock                                            |
| 1977    | Tom Sneva                                                  | Tom Sneva                                                  | Tom Sneva                                                  |
| 1978    | Tom Sneva                                                  | Tom Sneva                                                  | Tom Sneva                                                  |
| 1979    | A. J. Foyt                                                 | Év                                                         | SCCA/CART Series                                           |
| 1979    | A. J. Foyt                                                 | 1979                                                       | Rick Mears                                                 |
| Év      | USAC Gold Crown Championship                               | Év                                                         | PPG IndyCar World Series                                   |
| 1980    | Johnny Rutherford                                          | 1980                                                       | Johnny Rutherford                                          |
| 1981–82 | George Snider                                              | 1981                                                       | Rick Mears                                                 |
| 1981–82 | George Snider                                              | 1982                                                       | Rick Mears                                                 |
| 1982–83 | Tom Sneva                                                  | 1983                                                       | Al Unser                                                   |
| 1983–84 | Rick Mears                                                 | 1984                                                       | Mario Andretti                                             |
| 1984–85 | Danny Sullivan                                             | 1985                                                       | Al Unser                                                   |
| 1985–86 | Bobby Rahal                                                | 1986                                                       | Bobby Rahal                                                |
| 1986–87 | Al Unser                                                   | 1987                                                       | Bobby Rahal                                                |
| 1987–88 | Rick Mears                                                 | 1988                                                       | Danny Sullivan                                             |
| 1988–89 | Emerson Fittipaldi                                         | 1989                                                       | Emerson Fittipaldi                                         |
| 1989–90 | Arie Luyendyk                                              | 1990                                                       | Al Unser Jr.                                               |
| 1990–91 | Rick Mears                                                 | 1991                                                       | Michael Andretti                                           |
| 1991–92 | Al Unser Jr.                                               | 1992                                                       | Bobby Rahal                                                |
| 1992–93 | Emerson Fittipaldi                                         | 1993                                                       | Nigel Mansell                                              |
| 1993–94 | Al Unser Jr.                                               | 1994                                                       | Al Unser Jr.                                               |
| 1994–95 | Jacques Villeneuve                                         | 1995                                                       | Jacques Villeneuve                                         |
| Év      | Indy Racing League                                         | 1996                                                       | Jimmy Vasser                                               |
| 1996    | Scott Sharp és Buzz Calkins                                | 1996                                                       | Jimmy Vasser                                               |
| 1996    | Scott Sharp és Buzz Calkins                                | Év                                                         | CART FedEx Championship Series                             |
| 1996–97 | Tony Stewart                                               | 1997                                                       | Alex Zanardi                                               |
| 1998    | Kenny Bräck                                                | 1998                                                       | Alex Zanardi                                               |
| 1999    | Greg Ray                                                   | 1999                                                       | Juan Pablo Montoya                                         |
| 2000    | Buddy Lazier                                               | 2000                                                       | Gil de Ferran                                              |
| 2001    | Sam Hornish, Jr.                                           | 2001                                                       | Gil de Ferran                                              |
| 2002    | Sam Hornish, Jr.                                           | 2002                                                       | Cristiano da Matta                                         |
| Év      | IRL IndyCar Series                                         | Év                                                         | Champ Car World Series                                     |
| 2003    | Scott Dixon                                                | 2003                                                       | Paul Tracy                                                 |
| 2004    | Tony Kanaan                                                | 2004                                                       | Sébastien Bourdais                                         |
| 2005    | Dan Wheldon                                                | 2005                                                       | Sébastien Bourdais                                         |
| 2006    | Sam Hornish, Jr.                                           | 2006                                                       | Sébastien Bourdais                                         |
| 2007    | Dario Franchitti                                           | 2007                                                       | Sébastien Bourdais                                         |
| 2008    | Scott Dixon                                                | Scott Dixon                                                | Scott Dixon                                                |
| 2009    | Dario Franchitti                                           | Dario Franchitti                                           | Dario Franchitti                                           |
| Év      | IZOD IndyCar Series                                        | IZOD IndyCar Series                                        | IZOD IndyCar Series                                        |
| 2010    | Dario Franchitti                                           | Dario Franchitti                                           | Dario Franchitti                                           |
| 2011    | Dario Franchitti                                           | Dario Franchitti                                           | Dario Franchitti                                           |
| 2012    | Ryan Hunter-Reay                                           | Ryan Hunter-Reay                                           | Ryan Hunter-Reay                                           |
| 2013    | Scott Dixon                                                | Scott Dixon                                                | Scott Dixon                                                |
| Év      | Verizon IndyCar Series                                     | Verizon IndyCar Series                                     | Verizon IndyCar Series                                     |
| 2014    | Will Power                                                 | Will Power                                                 | Will Power                                                 |
| 2015    | Scott Dixon                                                | Scott Dixon                                                | Scott Dixon                                                |
| 2016    | Simon Pagenaud                                             | Simon Pagenaud                                             | Simon Pagenaud                                             |
| 2017    | Josef Newgarden                                            | Josef Newgarden                                            | Josef Newgarden                                            |
| 2018    | Scott Dixon                                                | Scott Dixon                                                | Scott Dixon                                                |
| Év      | NTT IndyCar Series                                         | NTT IndyCar Series                                         | NTT IndyCar Series                                         |
| 2019    | Josef Newgarden                                            | Josef Newgarden                                            | Josef Newgarden                                            |
| 2020    | Scott Dixon                                                | Scott Dixon                                                | Scott Dixon                                                |
| 2021    | Álex Palou                                                 | Álex Palou                                                 | Álex Palou                                                 |
| 2022    | Will Power                                                 | Will Power                                                 | Will Power                                                 |
| 2023    | Álex Palou                                                 | Álex Palou                                                 | Álex Palou                                                 |
| 2024    | Álex Palou                                                 | Álex Palou                                                 | Álex Palou                                                 |

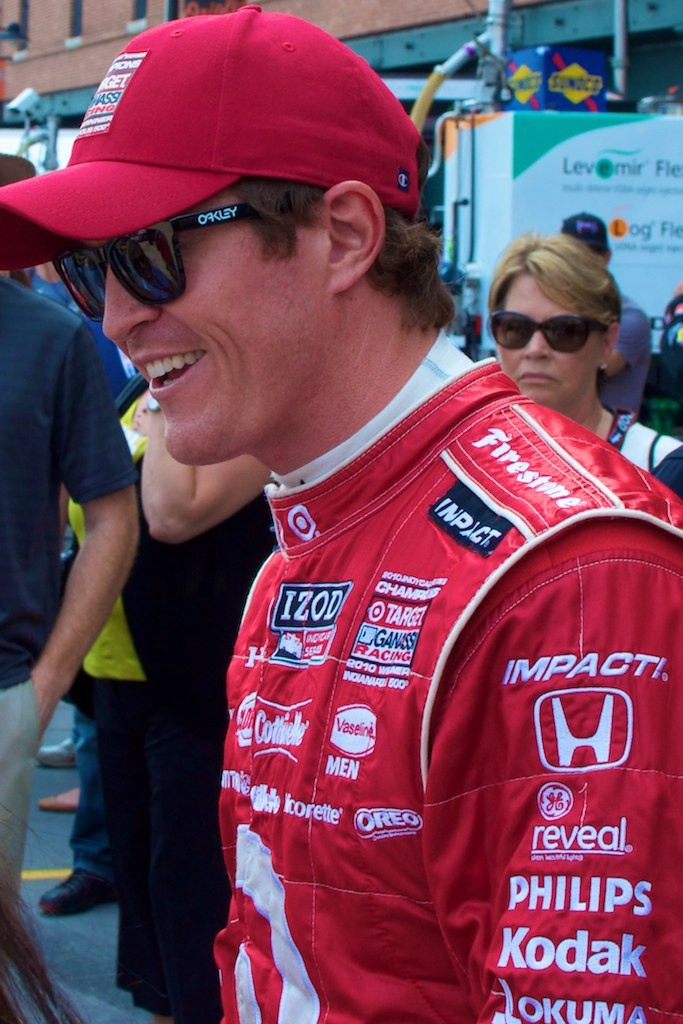
Scott Dixon; 2003, 2008, 2013, 2015, 2018 és 2020 IndyCar bajnoka

- 1996: Scott Sharp és Buzz Calkins, bár ugyanannyi ponttal álltak a végelszámolásnál, mégsem döntöttek semmilyen szempont alapján, mindketten bajnokok lettek.
- 2006: Sam Hornish, Jr. és Dan Wheldon szintén ugyanannyi pontot szereztek. Hornish több futamgyőzelmének köszönhette bajnoki címét.